# 赤坂武
赤坂 武（あかさか たけし、1900年1月18日 - 1971年6月6日）は、日本の経営者。日本鋼管社長を務めた。

## 経歴
宮城県角田市出身。1925年に東北帝国大学法文学部経済学科を卒業。
日本生命保険での勤務を経て、1939年に日本鋼管に転じ、1949年2月に取締役、1959年5月に常務、1961年11月に副社長を経て、1963年11月に社長に就任。経済団体連合会、日本経営者団体連盟各常任理事も務めた。
1965年に藍綬褒章を受章し、1970年4月に勲二等旭日重光章を受章。
1971年6月6日、胃癌のために死去。71歳没。